# 谢金翔
谢金翔（1979年4月—），傣族，云南盈江人，中华人民共和国地方官员，中共云南省委党校经济管理专业本科学历，现任中共芒市委书记。

## 生平
1996年9月，谢金翔参加工作，历任中共盈江县旧城镇党委副书记，德宏州政府办公室应急办主任，德宏州政府督查室副主任、主任等职。2017年7月任德宏州人民政府副秘书长。2020年9月，出任芒市人民政府代理市长、中共芒市委副书记。2021年1月29日，芒市三届人大六次会议召开，正式选举谢金翔为芒市人民政府市长。2021年10月21日，云南省委、德宏州委决定，谢金翔任中共芒市委书记。2021年11月26日，谢金翔辞去芒市市长职务。